# Human Resource Exploitation Manual
Lo Human Resource Exploitation Training Manual è un documento riservato della CIA, datato 1983, poi desecretato dalla NSA. Fondamentalmente si tratta di tecniche non ortodosse di interrogatorio ovvero di tortura, suddivise in base alla tipologia del prigioniero. Il manuale è stato utilizzato per l'addestramento degli ufficiali dell'America Latina, principalmente colombiani, presso la School of Americas.

## Origini
Si crede che il manuale sia stato sviluppato secondo le linee guida del Kubark Counterintelligence Interrogation, unitamente ai manuali operativi sul campo dello U.S. Military Intelligence, scritti intorno alla metà degli anni sessanta come parte dello Army's Foreign Intelligence Assistance Program, il cosiddetto "Project X". In seguito venne utilizzato dai "Berretti verdi" (United States Army Special Forces) tra il 1983 e il 1987 per addestrare ufficiali della School of Americas, tra cui alcuni del regime di Augusto Pinochet.
Nel 1988 un'interrogazione alla Commissione del Senato USA per l'Intelligence sugli abusi delle milizie in Nicaragua (scandalo Iran-Contras) ha portato alla revisione del testo. Il 24 gennaio 1997 la NSA declassifica il manuale.
La fonte ufficiale che pubblica questo documento è il National Security Archive Archiviato il 14 aprile 2016 in Internet Archive. presso la George Washington University.

## Disclaimer
Il manuale riporta, tra le varie correzioni, il seguente testo:
"We will discuss some of those coercive techniques that have been used by many, and the reasons why we are against the use of these techniques."
Tratteremo alcune delle tecniche coercitive maggiormente usate, e le ragioni per cui siamo contrari all'uso di queste tecniche
Il testo è stato introdotto in seguito alle interrogazioni della Commissione per l'Intelligence del 1988, ed inoltre è stata aggiunta la Prohibition against the use of force, che si riporta in figura.
Tuttavia, nella pagina A-2, paragrafo D nonostante le correzioni è possibile leggere il vecchio testo:
D.   SUCCESSFUL "QUESTIONING" IS BASED UPON A KNOWLEDGE OF THE SUBJECT MATTER AND UPON THE USE OF PSYCHOLOGICAL TECHNIQUES WHICH ARE NOT DIFFICULT TO UNDERSTAND. WE WILL BE DISCUSSING TWO TYPES OF TECHNIQUES, COERCIVE AND NON-COERCIVE. WHILE WE DO NOT STRESS THE USE OF COERCIVE TECHNIQUES, WE DO WANT TO MAKE YOU AWARE OF THEM AND THE PROPER WAY TO USE THEM.
Un interrogatorio riuscito si basa sulla conoscenza del soggetto e sull'uso di tecniche psicologiche che non sono difficili da comprendere. Discuteremo due tipi di tecniche, coercitive e non coercitive. Pur non incoraggiando l'uso di tecniche coercitive, vogliamo mettere in luce la loro esistenza e il loro corretto uso
Dopo la correzione il testo diventa:
 WHILE WE DEPLORE THE USE OF COERCIVE TECHNIQUES, WE DO WANT TO MAKE YOU AWARE OF THEM SO THAT YOU MAY AVOID THEM.
Pur deplorando l'uso di tecniche coercitive, vogliamo mettere in luce la loro esistenza in modo che possiate evitarle

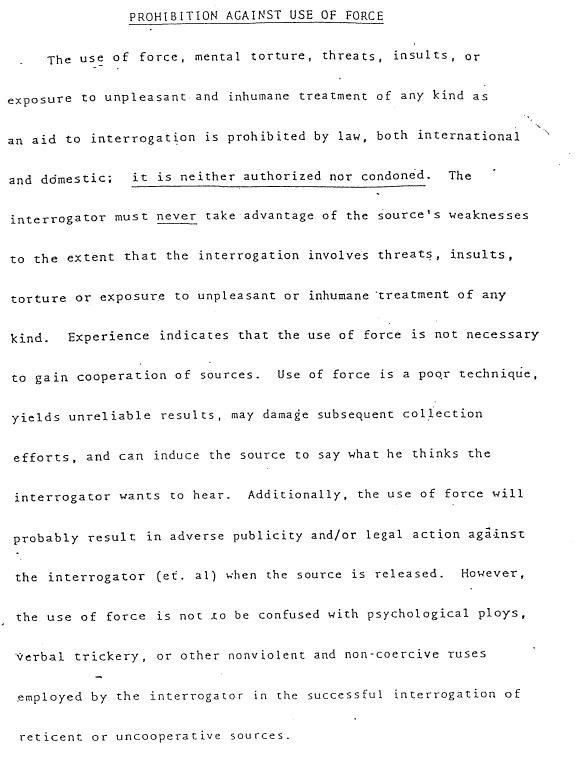
Disclaimer
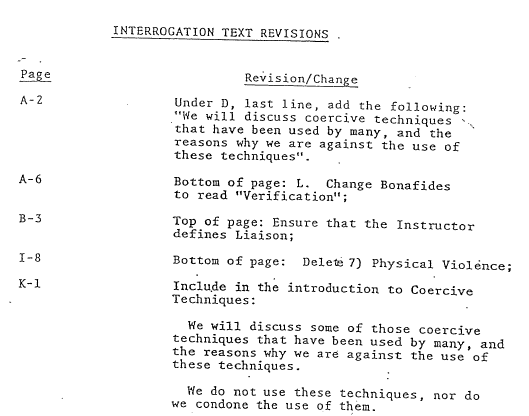
Indice delle correzioni
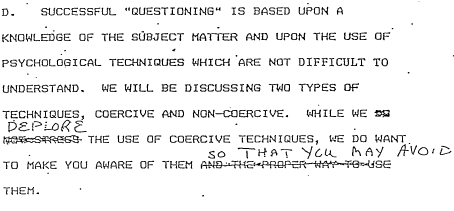
Pagina A-2